# Domenico Quaglio Młodszy

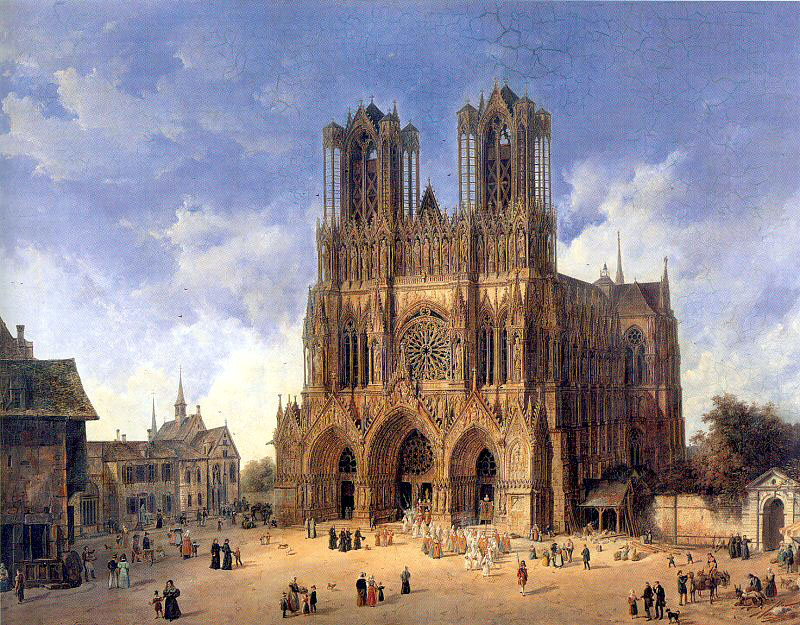
Obraz Domenica Quaglio przedstawiający Katedrę w Reims

Domenico Quaglio Młodszy (ur. 1 stycznia 1787 w Monachium, zm. 9 kwietnia 1837 w Hohenschwangau koło Füssen) – malarz, grawer, scenograf oraz architekt pochodzenia włoskiego, urodzony w Niemczech. 
Pochodził z rodziny architektów i malarzy. Syn włoskiego malarza Giuseppe Quaglio (1747-1828). Brat Simone i Lorenzo. Dekorował teatr w Monachium, malował, rytował i litografował widoki architektoniczne (z Norymbergi, Rouen, Monachium itd.), znajdujące się przeważnie w większych zbiorach niemieckich. Był malarzem perspektywicznym.